# Woodside (Victoria)
Woodside ist eine kleine Gemeinde nahe der Südostküste des australischen Bundesstaats Victoria im Wellington Shire. Der Ort liegt 226 km östlich von Melbourne, 68 km südöstlich von Traralgon und 22 km von Yarram.
Woodside war mit Port Albert vom 22. Juni 1923 bis 25. Mai 1953 mit einer Eisenbahnlinie verbunden. Der Ort war namensgebend für Woodside Petroleum, einen der größten australischen Ölkonzerne, der dort seine erste Ölquelle erschloss.
In der Nähe von Woodside befindet sich bei 38° 28' 52,42" südlicher Breite und 146° 56' 7,06" östlicher Länge ein Längstwellensender mit einem 432 Meter hohen Sendemast, der zurzeit das höchste Bauwerk der südlichen Erdhalbkugel ist. Dieser Sendemast diente bis 1997 für das OMEGA-Navigationssystem und heute als Sender zur Nachrichtenübermittlung an U-Boote.